# Бубакар Мансалі
Бубакар Мансалі (фр. Boubacar Mansaly, нар. 4 лютого 1988, Гедіаває) — сенегальський футболіст, півзахисник румунського клубу «Астра» (Джурджу).

## Ігрова кар'єра
Народився 4 лютого 1988 року. Вихованець юнацьких команд футбольних клубів «Сент-Етьєн» та «Єгго».
У дорослому футболі дебютував 2006 року виступами за другу команду «Сент-Етьєна», в якій провів п'ять сезонів, взявши участь у 98 матчах чемпіонату. З 2007 року залучався до складу основної команди клубу, проте провів за неї у чемпіонаті лише одну гру.
Сезон 2011/12 провів у нижчоліговому клубі «Дрансі» з аматорського чемпіонату Франції.
До складу бухарестського «Динамо» приєднався 2012 року. За три сезони відіграв за цю команду 72 матчі в національному чемпіонаті.
Влітку 2015 перейшов на правах вільного агента до іншого румунського клубу «Астра» (Джурджу), в якому провів два сезони та з яким виграв титул чемпіона Румунії.
З літа 2017 щороку змінює клуби та чемпіонати: спочатку «ББ Ерзурумспор» з другого турецького дивізіону, потім ліванський «Салям» (Згарта), а з 2019 грає за казахський «Атирау».

## Титули і досягнення
- Чемпіон Румунії (1):

«Астра»: 2015–16
- Володар Суперкубка Румунії (2):

«Динамо» (Бухарест): 2012
«Астра»: 2016